# Barychilinidae
De Barychilinidae zijn een familie van uitgestorven kreeftachtigen uit de klasse van de Ostracoda (mosselkreeftjes).

## Geslachten
- Keslingolophia Özdikmen, 2009 †
- Serenida Polenova, 1953 †